# Clematis wenshanensis
Clematis wenshanensis är en ranunkelväxtart som beskrevs av Wen Tsai Wang. Clematis wenshanensis ingår i släktet klematisar, och familjen ranunkelväxter. Inga underarter finns listade i Catalogue of Life.